# Enchytraeus kincaidi
Enchytraeus kincaidi är en ringmaskart som beskrevs av Eisen 1904. I den svenska databasen Dyntaxa används istället namnet Enchytraeus liefdeensis. Enchytraeus kincaidi ingår i släktet Enchytraeus och familjen småringmaskar. Arten har ej påträffats i Sverige. Inga underarter finns listade i Catalogue of Life.